# Qaḑā' al Fayşalīyah
Qaḑā' al Fayşalīyah är en kommun i Jordanien.   Den ligger i guvernementet Madaba, i den centrala delen av landet, 30 km sydväst om huvudstaden Amman.